# Trumpovy hodiny smrti

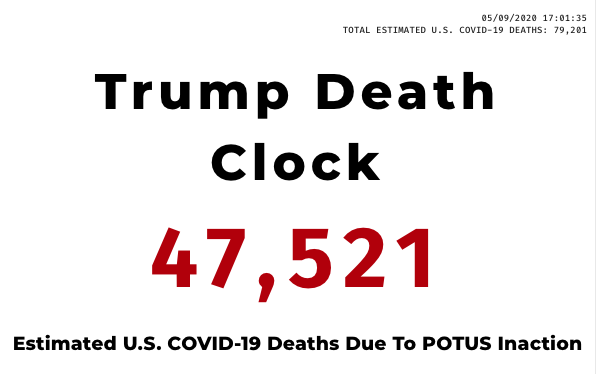
Screenshot Trumpových hodin smrti z 9. května 2020

Trumpovy hodiny smrti (The Trump Death Clock) je velký billboard na Times Square v New York City, který zobrazuje počet mrtvých Američanů, které lze údajně přičíst na vrub prezidentu Donaldu Trumpovi a jeho neakci během pandemie covidu-19 ve Spojených státech amerických. Číslo odpovídá přibližně 60 % zemřelých v USA. Projekt vznikl v dubnu 2020 nejdříve jako webové stránky, později dostal podobu billboardu.
Hodiny byly vytvořeny americkým režisérem a spisovatelem Eugenem Jareckim. Billboard se nalézá na křižovatce Broadwaye a 43. západní ulice.